# Trattfacelia
Trattfacelia (Phacelia minor) är en strävbladig växtart som först beskrevs av Harvey, och fick sitt nu gällande namn av Thellung. Trattfacelia iingår i Faceliasläktet som ingår i familjen strävbladiga växter. Det är osäkert om arten förekommer i Sverige. Inga underarter finns listade i Catalogue of Life.

## Bildgalleri

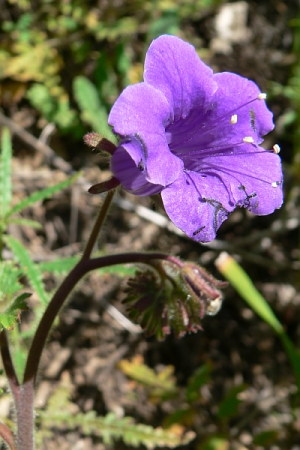
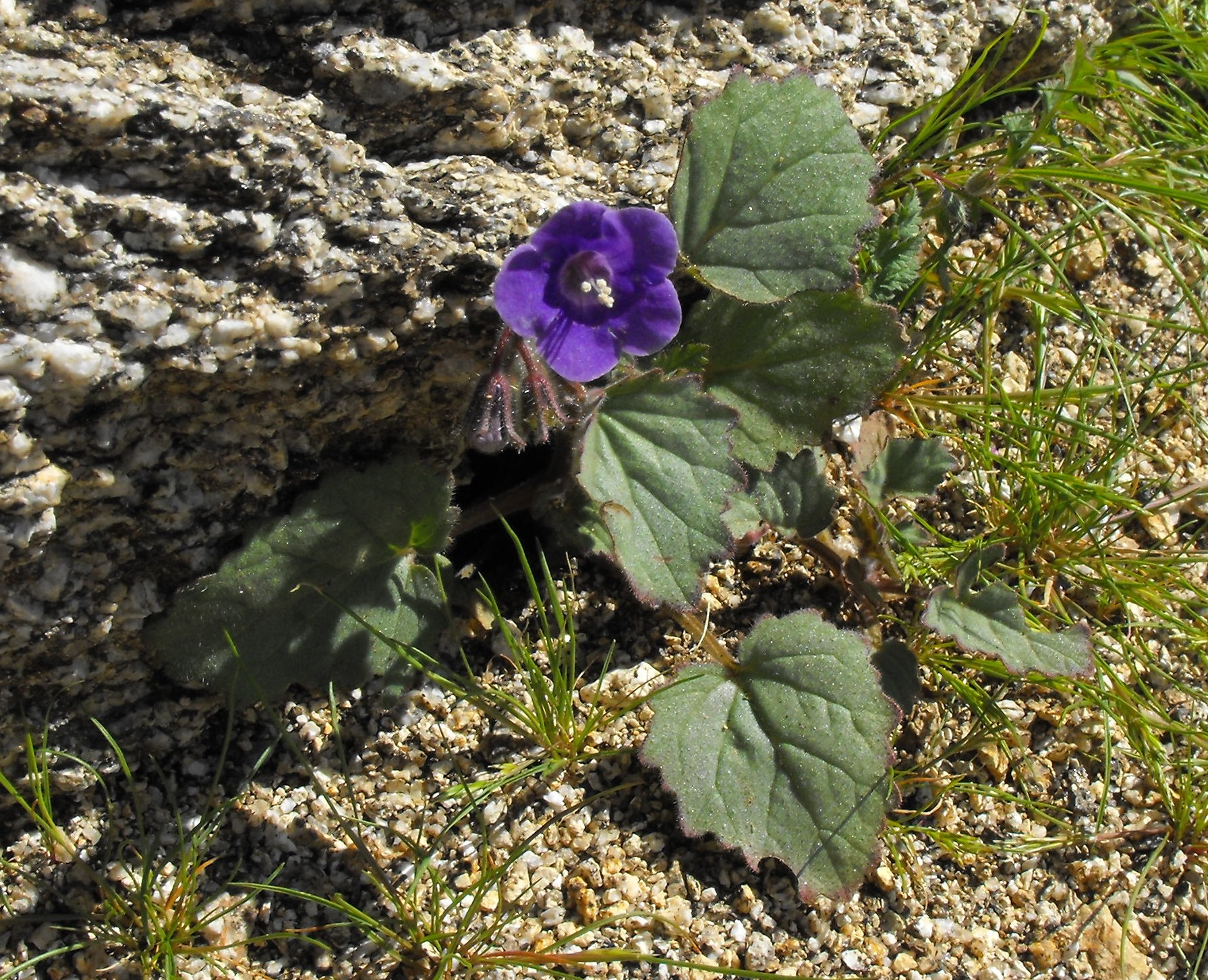
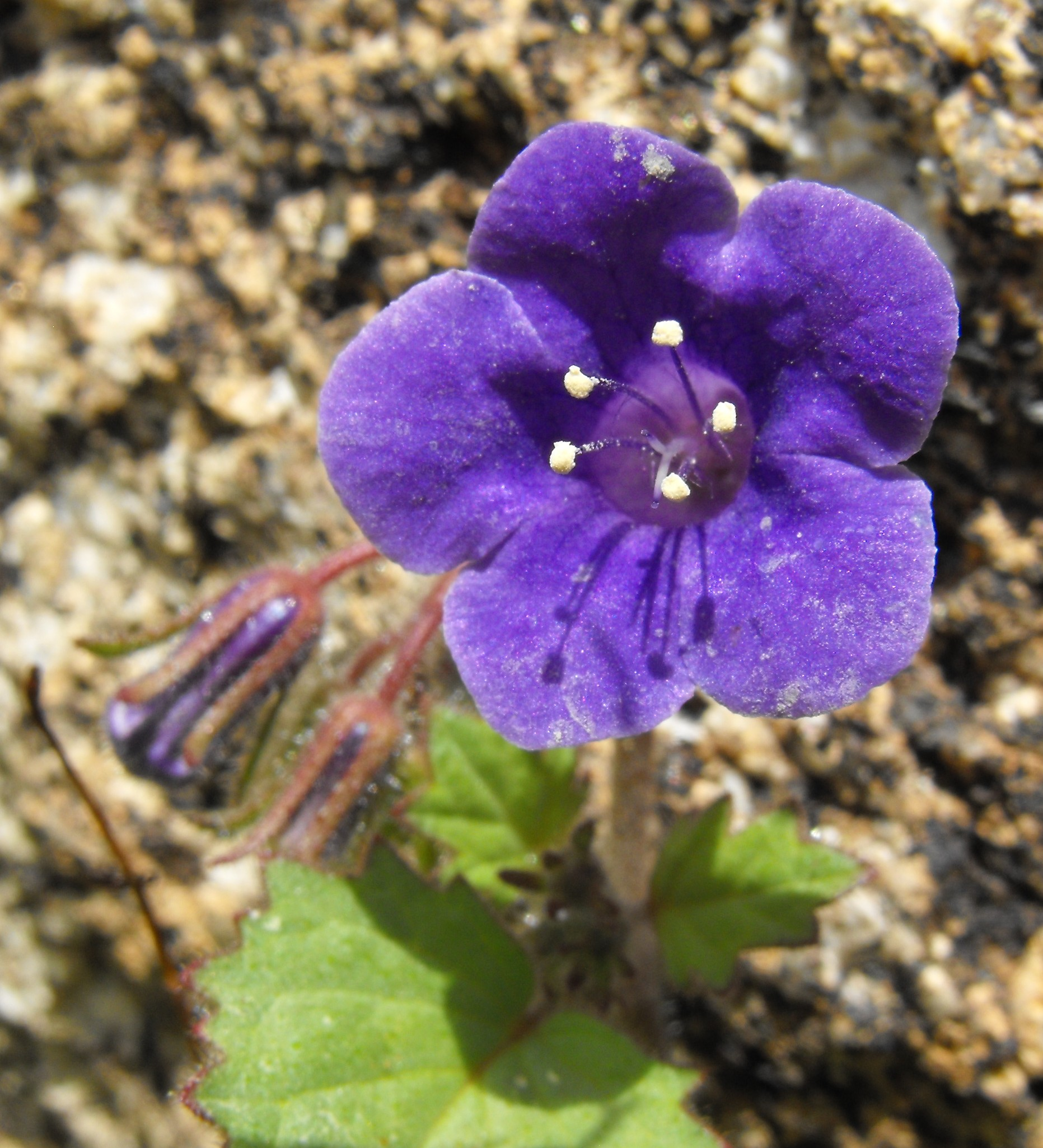
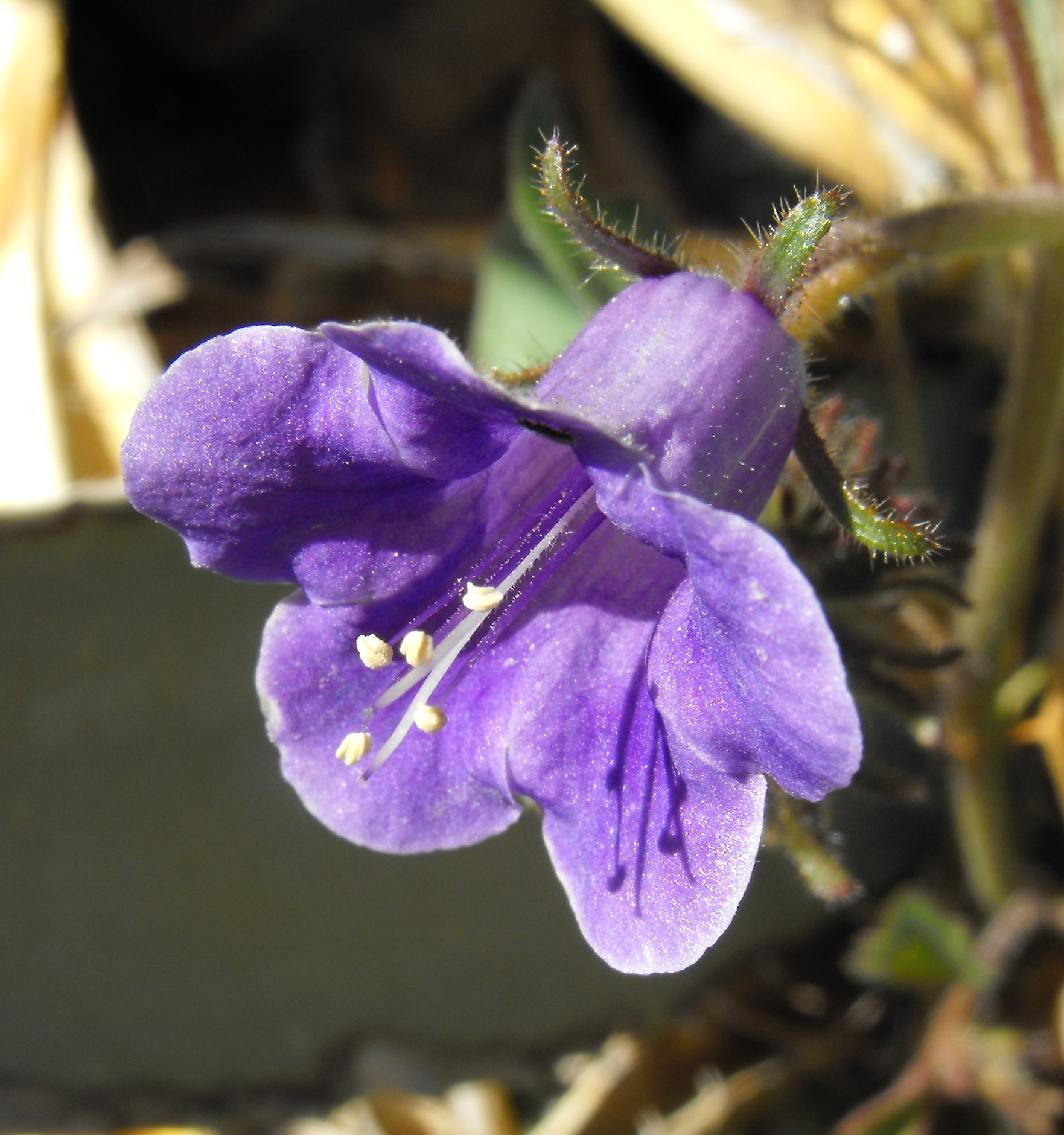
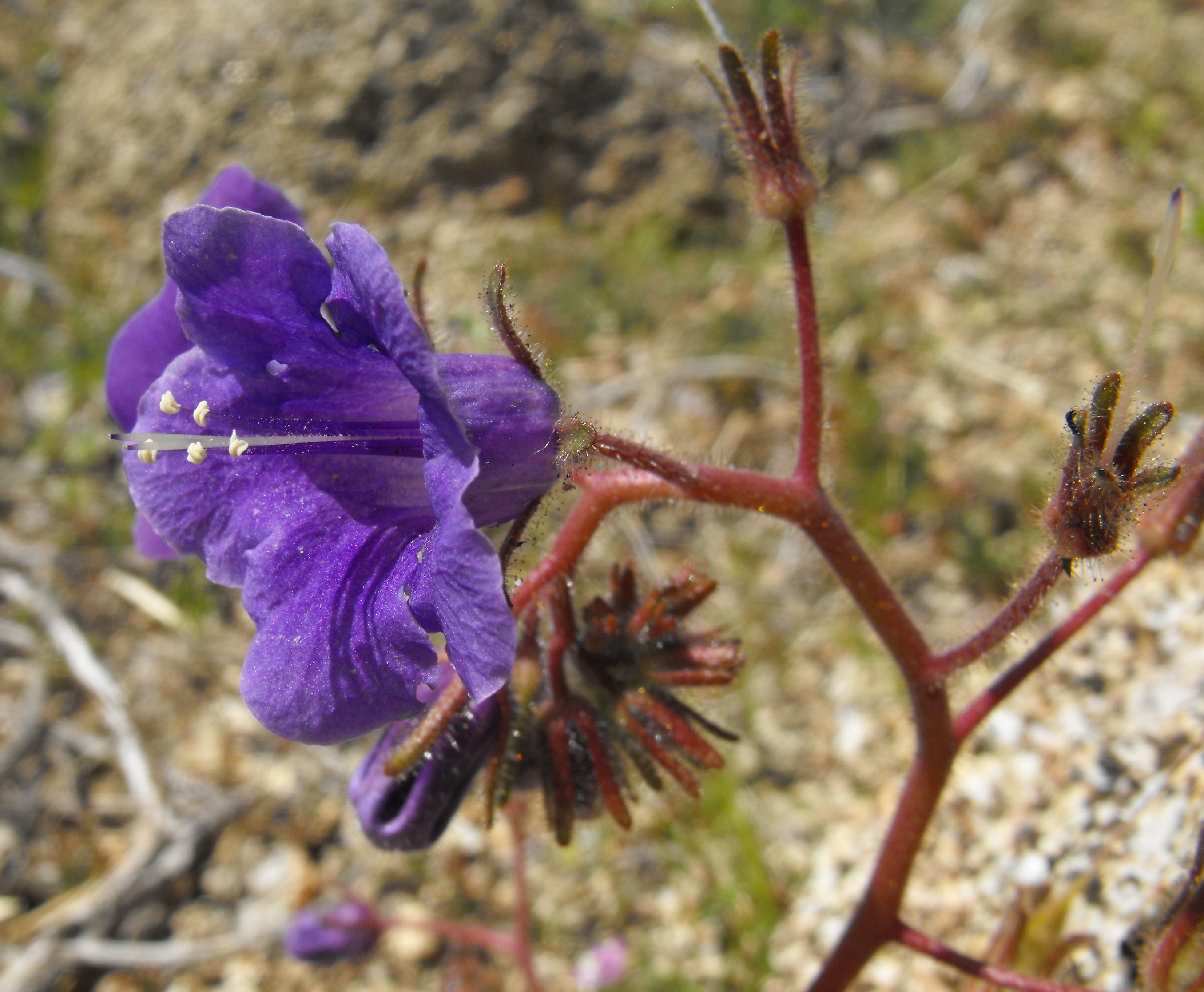